# فریگیت کلاس بارباروس
فریگیت کلاس بارباروس (به انگلیسی: Barbaros-class frigate) یک کلاس از کشتی است که طول آن ۱۱۶٫۷ متر (۳۸۳ فوت) می‌باشد.